# متوا بنگلارا
متوا بنگلارا (به انگلیسی: Matua Banglara) یک شهر در پاکستان است که در ناحیه پایتختی اسلام‌آباد واقع شده‌است. متوا بنگلارا ۴۴۲ متر بالاتر از سطح دریا واقع شده‌است.